# کوچه لولاگر
کوچهٔ لولاگر یا کوچه قرینه پایتخت، در خیابان نوفل لوشاتو تهران قرار دارد و انتهای آن به خیابان حافظ متصل می‌شود.
کوچه لولاگر یکی از محله‌های قدیمی این شهر و جزو آثار ثبت شده سازمان میراث فرهنگی است و حدود ۸۰ سال قدمت دارد.
بیشتر شهرت این کوچه به دلیل قرینه بودن ساختمان‌های آن در دو طرف است به طوری که تمام خانه‌ها و نماهای آنها، پنجره‌ها، بالکن‌ها و حتی درختان این کوچه به صورت کاملاً برابر، قرینه و موازی هم ساخته شده‌اند.
در این کوچه قدیمی‌ترین پیتزا فروشی تهران بنام پیتزا داوود نیز قرار دارد.